# 유익종
유익종(1955년 9월 12일 ~ )은 대한민국의 가수이다.

## 생애
작곡가 박시춘의 아들인 대학 동기 박재정과 함께 1974년 듀엣 '그린 빈즈'로 데뷔했다. 박재정이 미국 유학을 떠난 뒤 이주호를 만나 3명으로 구성된 '유리 박'을 결성했다. 1982년 그룹 해바라기에서 활동했다. 한양대학교 연극영화과를 나왔다. 